# Ishikawa Kazumasa
Ishikawa Kazumasa (石川 数正?; 1533 – 1593?) fu un samurai e daimyō giapponese del periodo Sengoku, importante servitore di Tokugawa Ieyasu facente parte del clan Ishikawa.

## Biografia
Figlio di Ishikawa Yasumoto, Kazumasa era solo tredicenne quando divenne servitore di Tokugawa Ieyasu, che all'epoca era ostaggio del clan Imagawa a Sumpu (Suruga). Dopo la battaglia di Okehazama e la morte di Imagawa Yoshimoto (1560), Ieyasu divenne indipendente, e Kazumasa divenne un suo fedele seguace e un amministratore di ottimo livello. Nel 1562, allorché Ieyasu riuscì a convincere Imagawa Ujizane a rilasciare la sua famiglia, Kazumasa, da vero samurai devoto al suo signore, andò volontariamente nella capitale Imagawa per fare da guardia del corpo alla famiglia di Ieyasu.
Oltre ad essere un amministratore esperto Kazumasa prese parte a una serie di battaglie famose, tra cui Anegawa (1570), dove guidò 1.000 uomini in battaglia e Mikatagahara (1573). Nel 1583, in seguito alla morte di Oda Nobunaga, Toyotomi Hideyoshi e Shibata Katsuie si scontrarono; dopo la vittoria di Hideyoshi, Kazumasa fu inviato a presentare le congratulazioni di Ieyasu al vincitore. L'anno successivo Ieyasu arrivò ai ferri corti con Hideyoshi per colpa del secondo figlio di Nobunaga, Oda Nobuo; Kazumasa e Sakakibara Yasumasa parteciparono allo scontro avvenuto durante la campagna di Komaki e Nagakute. A seguito di un primo cessate il fuoco, Kazumasa cambiò bruscamente alleanza e si schierò con Hideyoshi. Un colpo molto grave alla causa Tokugawa fu questa defezione di Kazumasa, uno dei più stimati consiglieri del clan. La famiglia di Kazumasa era vassalla ereditaria e lui stesso aveva accompagnato in gioventù il suo padrone a Sampu, seguendolo da allora su innumerevoli campi di battaglia. Kazumasa aveva contribuito a far sì che il clan Tokugawa diventasse uno dei più forti dell’intera nazione. Fu un fatto inspiegabile che egli alla fine del 1585 abbandonasse d’improvviso il suo posto di sovrintendente al castello di Okazaki e se ne andasse silenziosamente con la sua famiglia a Osaka da Hideyoshi. Hideyoshi così apprese il modo di pensare di Ieyasu, la sua organizzazione militare e i suoi assetti difensivi. Di conseguenza, Ieyasu dovette rimodellare le proprie difese e ristrutturare le milizie, e dovette essere ancora più vigile contro un potenziale nemico che ora possedeva informazioni di prima mano sul suo pensiero strategico e la sua condotta tattica.
Hideyoshi ricompensò Kazumasa nel 1586 per il suo fedele servizio concedendogli la provincia di Izumi. Dopo la campagna di Odawara (1590) gli furono assegnate delle terre nella provincia di Shinano dove costruì il castello di Matsumoto assieme al figlio Yasunaga.